# Keith Holyoak

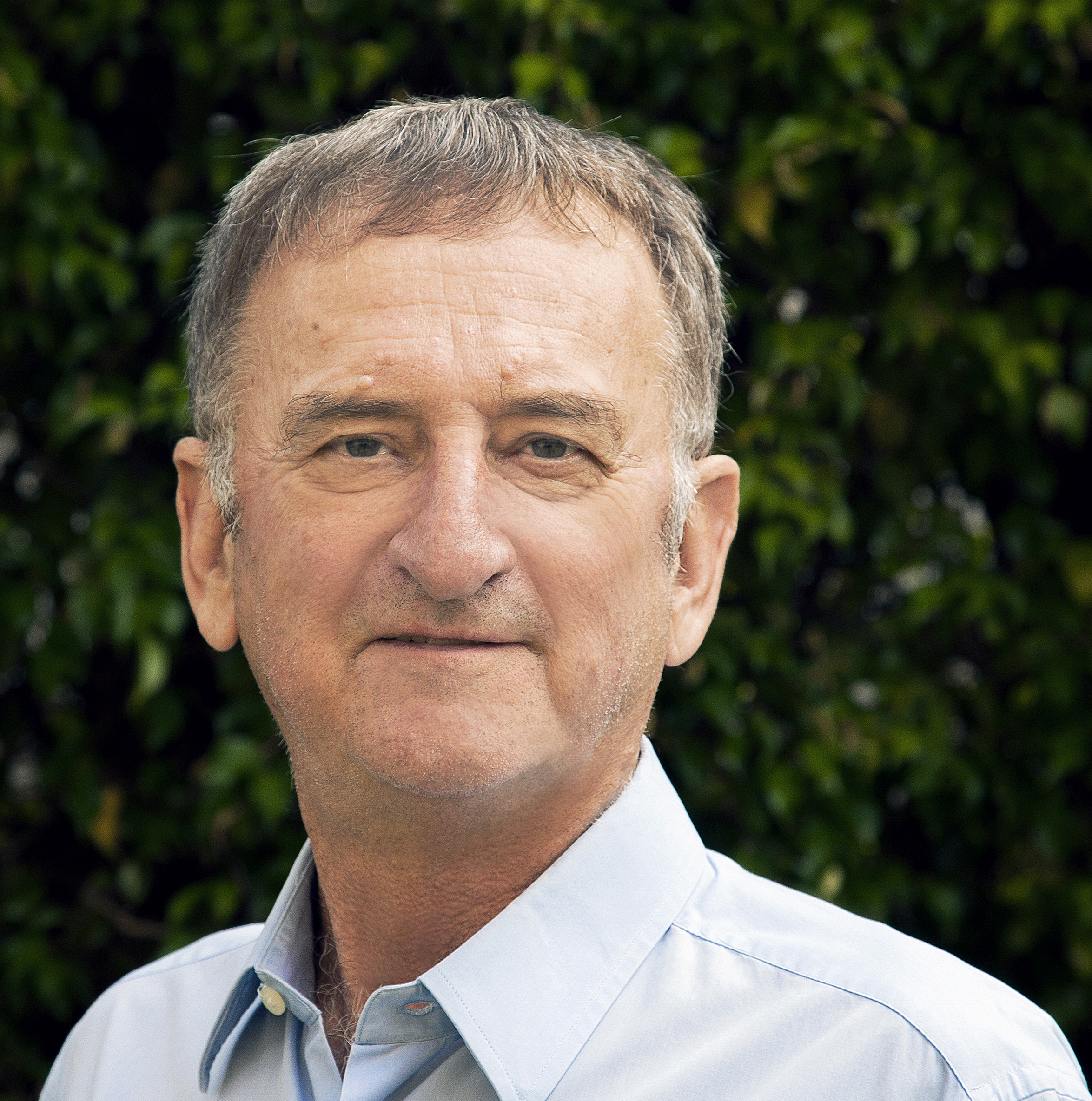
Keith Holyoak, 2017

Keith James Holyoak (* 16. Januar 1950 in Langley, British Columbia) ist ein kanadisch-amerikanischer Kognitionspsychologe und Dichter.

## Leben
Holyoak wurde 1950 in Langley in Kanada geboren. Erst studierte er an der University of British Columbia, wo er 1971 seinen Bachelor in Psychologie erhielt, und setzte dann sein Studium an der Stanford University fort. Dort promovierte er 1976 bei Gordon Bower.
Im selben Jahr wurde er in der University of Michigan Mitglied der Fakultät und blieb dort bis 1986, als er zur University of California, Los Angeles wechselte, wo er eine Stellung als Distinguished Professor für Psychologie innehat.
In den Jahren 1994 und 1995 führte Holyoak den Vorsitz im Führungsgremium der Cognitive Science Society. Von 1995 bis 1999 war er Redakteur bei der Zeitschrift Cognitive Psychology.
Holyoak ist Mitglied der American Association for the Advancement of Science, der Association for Psychological Science, der Cognitive Science Society und der Society of Experimental Psychologists.

## Wissenschaftliche Arbeit
Holyoak forscht auf dem Gebiet der Kognitionspsychologie und der Kognitionswissenschaft. Schwerpunkt seiner Arbeit ist die Rolle von Analogien beim Denken. Seine Forschungen haben gezeigt, auf welche Weise Analogien genutzt werden können, um sowohl bei Kindern als auch bei Erwachsenen das Erlernen neuer, abstrakter Konzepte zu verbessern. In weiteren Arbeiten untersuchte Holyoak die Auswirkungen von Hirnschäden auf die Fähigkeit des Schlussfolgerns.

## Dichtung
Neben seiner wissenschaftlichen Arbeit widmet sich Holyoak sowohl der literarischen Übersetzung als auch der eigenen Dichtung und ist ein bedeutender Vertreter der formbewussten Poesie des Neuen Formalismus.
Eigene Gedichte gab Holyoak in der Anthologie My Minotaur heraus. Zudem veröffentlichte er die Anthologie Facing the Moon mit Übertragungen aus dem Chinesischen – und zwar Gedichten von Li Bai und Du Fu.

## Auszeichnungen
- 1991 Guggenheim-Stipendium
- 1999 James McKeen Cattell-Stipendium
- 2019 Mitglied der American Academy of Arts and Sciences

## Veröffentlichungen
Kognitionswissenschaft
- John H. Holland, Richard E. Nisbett, Paul R. Thagard: Induction. Processes of Inference, Learning, and Discovery.  MIT Press, Cambridge MA u. a. 1986, ISBN 0-262-08160-1.
- mit Paul Thagard: Mental Leaps. Analogy in Creative Thought. MIT Press, Cambridge MA u. a. 1995, ISBN 0-262-08233-0.
- als Herausgeber mit Dedre Gentner und Boicho N. Kokinov: The Analogical Mind. Perspectives from Cognitive Science. MIT Press, Cambridge MA u. a. 2001, ISBN 0-262-57139-0.
- als Herausgeber mit Robert G. Morrison (Eds.): The Cambridge Handbook of Thinking and Reasoning. Cambridge University Press, Cambridge u. a. 2005, ISBN 0-521-53101-2.

Literatur
- My Minotaur. Selected Poems 1998–2006. Dos Madres Press, Loveland OH 2010, ISBN 978-1-933675-48-0.
- als Übersetzer: Facing the Moon. Poems of Li Bai and Du Fu. Oyster River Press, Durham NH 2007, ISBN 978-1-882291-04-5.

- Broken Electric Records, 2006.
- Broken Electric Records, 2007.